# Mostreig i retenció

Un diagrama de circuit de mostra i retenció simplificat. AI és una entrada analògica, AO - una sortida analògica, C - un senyal de control.

Temps de mostreig.

En electrònica, un circuit de mostreig i retenció (també conegut com a mostreig i seguiment) és un dispositiu analògic que mostra (capta, pren) la tensió d'un senyal analògic que varia contínuament i manté (bloqueja, congela) el seu valor a un nivell constant durant un temps. període mínim especificat. Els circuits de mostreig i retenció i els detectors de pics relacionats són els dispositius elementals de memòria analògica. Normalment s'utilitzen en convertidors d'analògic a digital per eliminar les variacions del senyal d'entrada que poden corrompre el procés de conversió. També s'utilitzen en música electrònica, per exemple, per impartir una qualitat aleatòria a les notes que es toquen successivament.

Mostreig i manteniment.

Un circuit de mostra i retenció típic emmagatzema càrrega elèctrica en un condensador i conté almenys un dispositiu de commutació com un interruptor FET (transistor d'efecte de camp) i normalment un amplificador operacional. Per mostrar el senyal d'entrada,l'interruptor connecta el condensador a la sortida d'un amplificador de memòria intermèdia. L'amplificador de memòria intermèdia carrega o descarrega el condensador de manera que la tensió a través del condensador és pràcticament igual o proporcional a la tensió d'entrada. En mode de retenció, l'interruptor desconnecta el condensador de la memòria intermèdia. El condensador es descarrega invariablement pels seus propis corrents de fuga i corrents de càrrega útils, cosa que fa que el circuit sigui inherentment volàtil, però la pèrdua de tensió (caiguda de tensió) dins d'un temps de retenció especificat es manté dins d'un marge d'error acceptable per a totes les aplicacions excepte les més exigents.

## Propòsit
Els circuits de mostreig i retenció s'utilitzen en sistemes lineals. En alguns tipus de convertidors analògic a digital (ADC), l'entrada es compara amb una tensió generada internament a partir d'un convertidor digital a analògic (DAC). El circuit prova una sèrie de valors i deixa de convertir una vegada que les tensions són iguals, dins d'un marge d'error definit. Si es permetés que el valor d'entrada canviés durant aquest procés de comparació, la conversió resultant seria inexacta i possiblement no tindria relació amb el valor d'entrada real. Aquests convertidors d'aproximació successius sovint incorporaran circuits interns de mostra i retenció. A més, sovint s'utilitzen circuits de mostreig i retenció quan s'han de mesurar múltiples mostres al mateix temps. Cada valor es mostra i es manté, utilitzant un rellotge de mostra comú.

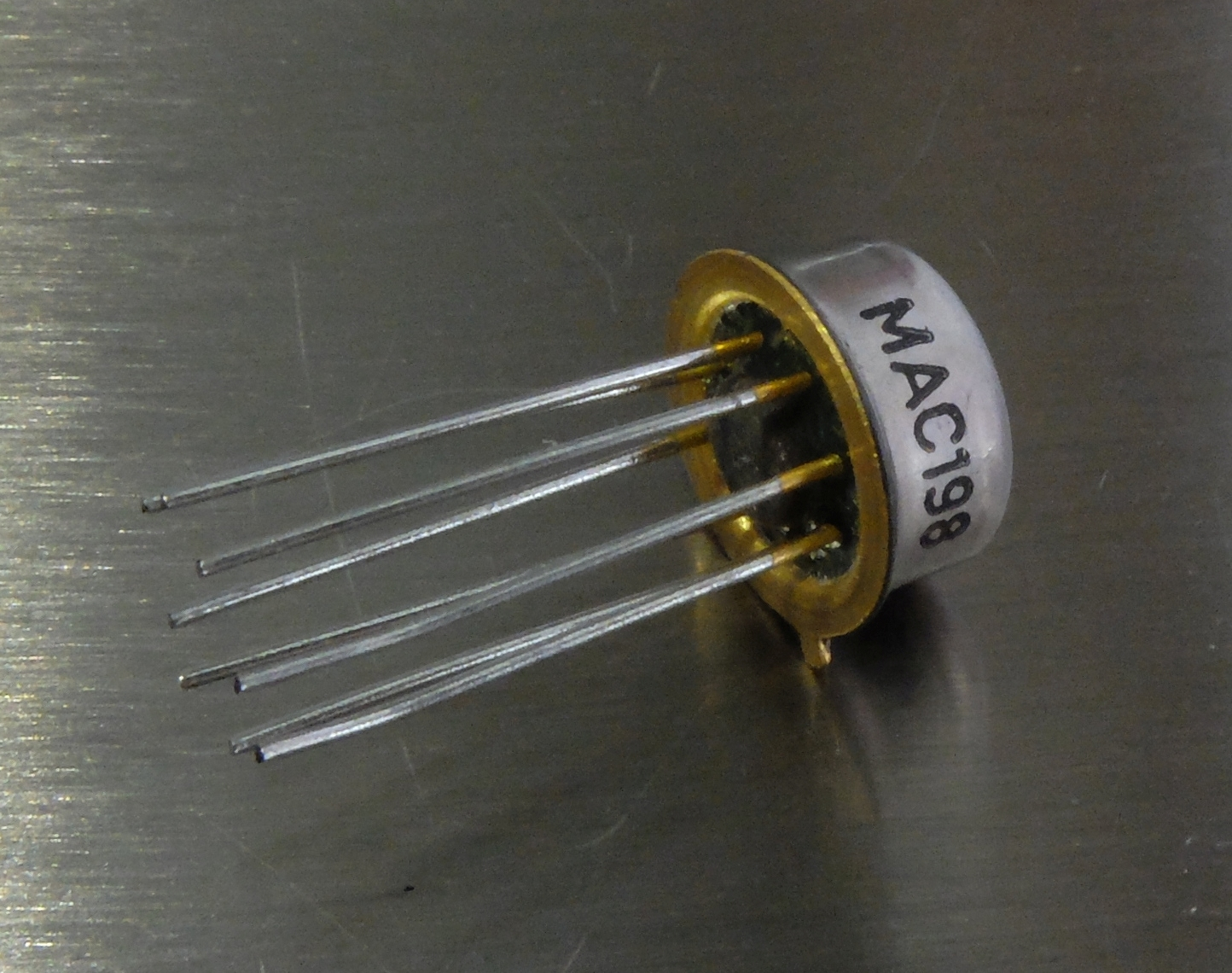
Un circuit integrat de mostreig i retenció (Tesla MAC198).

## Implementació

Principi de funcionament d'un circuit de mostreig i retenció.

Per mantenir la tensió d'entrada el més estable possible, és essencial que el condensador tingui una fuita molt baixa i que no es carregui en un grau significatiu que requereixi una impedància d'entrada molt alta.